# Belenli (Bayramören)
Belenli is een dorp in het Turkse district Bayramören en telt 133 inwoners (2000).
Centrale districtsplaats (İlçe Merkezi): Bayramören
Gemeenten (Beldeler): Geen
Dorpen (Köyler):
Akgüney · Akseki · Belenli · Boğazkaya · Çakırbağ · Çayırcık · Dalkoz · Dereköy · Dolaşlar · Erenler · Feriz · Göynükören · Harmancık · İncekaya · Karakuzu · Karataş · Kavak · Koçlu · Oluklu · Oymaağaç · Sarıkaya · Topçu · Üçgazi · Yaylatepesi · Yazıören · Yurtpınar · Yusufoğlu